# Mahars
 (décembre 2023).
Si vous disposez d'ouvrages ou d'articles de référence ou si vous connaissez des sites web de qualité traitant du thème abordé ici, merci de compléter l'article en donnant les références utiles à sa vérifiabilité et en les liant à la section « Notes et références ».

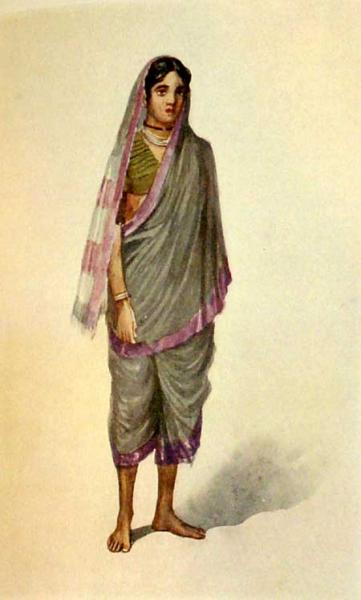
Représentation d'une femme Mahar par M. V. Dhurandhar en 1928.

Les mahars forment un groupe ethnique de l'Inde appartenant au groupe des intouchables. Cette catégorie d'intouchables est le plus grand groupe de personnes dites « hors-caste » dans l'État du Maharashtra où ils représentent environ 10 % de la population. De nombreux mahars habitent également les États environnant le Maharashtra. 
C'est de cette caste qu'est issu le célèbre Dr Bhimrao Ramji Ambedkar, l'un des pères de la constitution de l'Inde, converti en 1956 au bouddhisme et qui avait dans l'idée d'émanciper les intouchables de la reproduction sociale induite par le système de castes.